# Klaas Voskuil

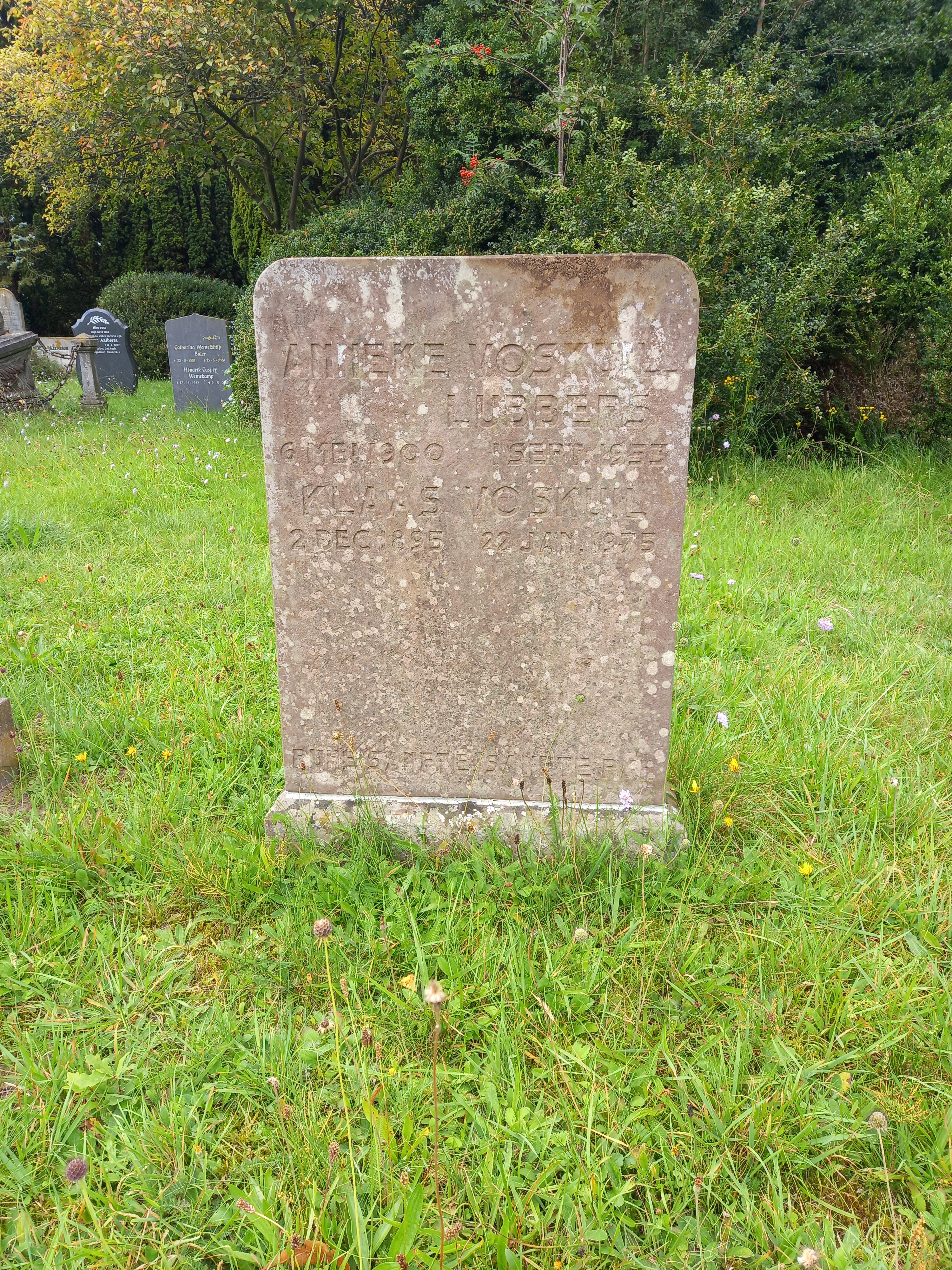
Het graf van Klaas Voskuil en zijn echtgenote Anneke Lubbers op Begraafplaats Bergklooster te Zwolle

Klaas Voskuil (Zwolle, 2 december 1895 – Naarden, 22 januari 1975) was een Nederlands socialistisch journalist en radiospreker. Na de Tweede Wereldoorlog werd hij de eerste hoofdredacteur van het sociaaldemocratische dagblad Het Vrije Volk, van 1945-1961. Zeker zo bekend in de jaren 50 en 60 was hij als politiek commentator van de VARA-radio.

## Jonge jaren
Klaas Voskuil groeide op in een christelijk, maar niet-kerks bakkersgezin in Overijssel. Zijn oorspronkelijke opleiding was de kweekschool, maar na anderhalf jaar voor de klas als onderwijzer begon hij in 1915 als kranten- en vanaf 1923 als parlementair verslaggever van het Nederlandsch Correspondentiebureau in Den Haag, een van de voorlopers van het latere Algemeen Nederlands Persbureau (ANP).
In 1931 trad Voskuil in dienst bij De Arbeiderspers als chef van de redactie van Vooruit, de vooroorlogse Haagse uitgave van het sociaaldemocratische partijorgaan Het Volk. Een van Voskuils leerlingen in die periode was de latere schrijver Simon Carmiggelt, een indertijd 'bijzonder moeilijk hanteerbare jongeman', met wie Voskuil desondanks zijn verdere leven vriendschapsbanden zou onderhouden.
Voskuil was toen al bijna veertien jaar actief in de Haagse SDAP. In die periode werkte hij al nauw samen met Willem Drees die toen de invloedrijkste wethouder van Den Haag was. In de zomer van 1940, nadat De Arbeiderspers onder leiding van de NSB'er Woudenberg was geplaatst, nam hij ontslag en werd gemeentevoorlichter in Den Haag. Toen daar de burgemeester werd vervangen door een NSB'er nam Voskuil ook daar ontslag.

## Het Vrije Volk
Tegen zijn zin in - hij had liever tweede man willen worden - werd Voskuil op 3 mei 1945, met name door de invloed van Drees, benoemd tot hoofdredacteur van het naoorlogse bevrijde Volk, Het Vrije Volk. Voskuil was daarmee de opvolger van voormalig Het Volk-hoofdredacteur (van 1937-1940) dr. Herman Bernard Wiardi Beckman die na een gevangenschap van ruim drie jaar in maart 1945 was omgekomen in het concentratiekamp Dachau. Het illegale partijbestuur van de SDAP had Voskuil begin 1942, na Wiardi Beckmans arrestatie, al benoemd tot diens waarnemer. Tijdens Voskuils hoofdredacteurschap beleefde Het Vrije Volk, sinds november 1946 het officiële orgaan van de PvdA, zijn grootste bloei. Met meer dan 325.000 abonnees en veertig edities verspreid over het hele land, was de krant vele jaren de grootste van Nederland.

## Laatste levensfase
Tot ver na zijn pensionering als HVV-hoofdredacteur op 21 mei 1961, boeide Voskuil met zijn wekelijks radiopraatje bij de VARA grote groepen luisteraars. Van februari 1946 tot mei 1966 gaf hij daar op zaterdagavonden om kwart over negen, vlak na de populairste amusementsprogramma's van de week, zijn 'Socialistisch Commentaar'.
Na 1966 verdween Voskuil volledig uit de openbaarheid, teleurgesteld als hij was door de ontwikkelingen binnen de PvdA zoals de opkomst van Nieuw Links, en bij Het Vrije Volk dat geen partijblad meer was. Ook had hij al langere tijd diabetes en later ook hartproblemen; zijn slechter wordende gezondheid lag mede ten grondslag aan zijn latere publieke zwijgen. Voskuil ligt begraven op Begraafplaats Bergklooster in Zwolle.

## Familie
Voskuil trouwde in 1925 met Antonetta Fenna Trijntje (Anneke) Lubbers (1900-1953), dochter van een boomkweker, met wie hij drie zonen kreeg. Voskuils oudste zoon Han is de volkskundige en letterkundige drs. J.J. Voskuil (1926-2008); zijn jongere zoon was de jurist mr. dr. Bert Voskuil (1929-2019). Hij was een neef van kunstschilder Jo Voskuil (1897-1972): hun vaders waren broers, zoons van de huisschilder en verver Klaas Voskuil (1825-1914), op zijn beurt ook weer zoon van een huisschilder.